# Amphipyra pyramidina
Amphipyra pyramidina là một loài bướm đêm trong họ Noctuidae.